# آنتون تومان
آنتون تومان (به آلمانی: Anton Thumann) (زاده ۳۱ اکتبر ۱۹۱۲ – مرگ ۸ اکتبر ۱۹۴۶) یک افسر آلمانی در دوره رایش سوم و فرمانده چندین اردوگاه کار اجباری در آلمان نازی در جنگ جهانی دوم بود.

## زندگی
تومان در فافنهوفن آن در ایلم در امپراتوری آلمان زاده شد. در دهه ۱۹۳۰ به حزب نازی و اس‌اس پیوست. از ۱۹۳۳ به عنوان نگهبان در اردوگاه کار اجباری داخائو مشغول به کار شد. با شروع سال ۱۹۳۷ در اداره فرماندهی گارد استخدام شد و در سال ۱۹۴۰ به درجه شوتزهافت‌لاگرفورر ارتقا یافت. در اوت ۱۹۴۰ به اردوگاه مرگ گروس‌روزن که آن زمان از زیراردوگاه‌های اردوگاه کار اجباری زاخسنهاوزن بود منتقل شد و از اوایل می ۱۹۴۱ به سمت شوتزهافت‌لاگرفورر اردوگاه مرگ گروس‌روزن که اکنون تحت فرماندهی آرتور رودل مستقل بود منصوب شد.

## مایدانک
از نیمه فوریه ۱۹۴۳ تا مارس ۱۹۴۴ وی به عنوان شوتزهافت‌لاگرفورر در اردوگاه کار اجباری مایدانک کار می‌کرد. به سبب گرایش‌های سادیستی و انتخاب‌های او برای کشتن افراد با اتاق گاز یا با شلیک گلوله، زندانیان به او لقب «جلاد مایدانک» داده بودند. بر طبق شهادت یژی کفیاتوفسکی که از مارس ۱۹۴۳ تا ژوئیه ۱۹۴۴ زندانی این اردوگاه بود، تومان شخصاً زندانیان را اعدام می‌کرد و یک سگ ژرمن شپرد داشت که از آن برای گازگرفتن زندانیان استفاده می‌کرد.
برای چند هفته در مارس و آوریل ۱۹۴۴ وی در اردوگاه آشویتس بود. وی در چندین عکس که از زولاهوته (یک اردوگاه تفریحی اس‌اس در نزدیکی آشویتس) گرفته شده و در سال ۲۰۰۷ کشف شد نیز حضور دارد. در یکی از عکس‌ها تومان با یوزف منگله، یوزف کرامر، ریشارد بائر و رودلف هوس ظاهر شده‌است.

## نوینگامه
تومان از نیمه آوریل ۱۹۴۴ تا پایان آوریل ۱۹۴۵ شوتزهافت‌لاگرفورر در اردوگاه کار اجباری نوینگامه بود. پس از آن‌که ارتش بریتانیا اردوگاه نوینگامه را بست، اس‌اس شروع به تخلیه زندانیان به کشتی زندانیان کرد. در جریان تخلیه این اردوگاه ۵۸ مرد و ۱۳ زن عضو نیروهای مقاومت از نزدیکی اردوگاه کار اجباری فولشبوتل انتخاب شدند و به دستور رهبر اس‌اس و پلیس گئورگ-هنینگ گراف فون باسه‌ویتس-بر و با مشارکت تومان اعدام شدند. این زندانیان در یک سلول بین ۲۱ تا ۲۳ آوریل ۱۹۴۵ به دار آویخته شدند. پس از آن که چندین تن از افراد محکوم به مرگ در برابر آنان مقاومت کردند، تومان یک نارنجک دستی را از پنجره سلول به داخل پرتاب کرد. تحت فرماندهی تومان و ویلهلم درایمان ۷۰۰ زندانی باقی‌مانده از اردوگاه وادار به از بین بردن اجساد زندانیان و باقی‌مانده‌های هرگونه اثری از اردوگاه کردند. در ۳۰ آوریل زندانیان با هدف رسیدن به منطقه دولت فلنسبورگ به یک راهپیمایی مرگ برده شدند.

## محاکمه و مرگ
تومان پس از پایان جنگ توسط بریتانیایی‌ها دستگیر شد. تومان و ۱۳ نفر دیگر به جرم جنایت جنگی و جنایت علیه بشریت محاکمه شدند. دادگاه وی و ۱۰ نفر دیگر را به اعدام با طناب دار محکوم کرد و در ۸ اکتبر ۱۹۴۶ توسط آلبرت پیرپوینت جلاد بریتانیایی در زندان هاملن به دار آویخته شدند.